# WZ551
Der WZ551 (alternative Bezeichnung Typ 92) ist ein sechsrädriger (6×6) chinesischer Truppentransporter, der seit Mitte der 1990er-Jahre im Heer der Volksbefreiungsarmee verwendet wird. Es existiert auch eine 4×4-Variante, eine 8×8-Variante befindet sich in der Entwicklungsphase.

## Beschreibung
Der vom chinesischen Rüstungsbetrieb Norinco entwickelte Radpanzer ist dem französischen Radpanzer VAB sehr ähnlich. Die Konstruktion ist weitgehend mit der des VAB identisch, so sitzen der Fahrer und der Kommandant im vorderen Teil des Fahrzeugs, während sich der Motor ebenfalls hinter dem Fahrersitz befindet. Der Transportraum verfügt über eine große Tür mit Anschlag rechts, Kugelblenden und Dachluken. Der WZ551 kann einen 1,20  Meter tiefen Graben problemlos überqueren und schafft 60 % Steigung und 30 % Neigung. Zudem ist der Radpanzer schwimmfähig. Der Antrieb im Wasser erfolgt mittels zweier Heckpropeller, die im Wasser ausgefahren werden. Sie können das Fahrzeug im Wasser auf bis zu 8 km/h beschleunigen. Das Getriebe 5S-111GPA mit neun Vorwärtsgängen und einem Rückwärtsgang stammt aus Deutschland.
Der WZ551 wurde nach Sri Lanka, Pakistan und in kleinerer Zahl nach Algerien exportiert. Zudem wird der WZ551 im Sudan bei der staatlichen Rüstungsfirma Military Industry Corporation produziert.

## Varianten
- WZ551: Schützenpanzer, bewaffnet mit einer 25-mm-Maschinenkanone (nur Prototyp)
- WZ551-1: Schützenpanzer, bewaffnet mit einer 73-mm-Glattrohrkanone (nur Prototyp)
- WZ551-2: Transportpanzer, bewaffnet mit einem 12,7-mm-Maschinengewehr (nur Prototyp)
- ZSL92: Schützenpanzer, bewaffnet mit einer 25-mm-Maschinenkanone (Serienausführung)
- ZSL92A (WZ551A): Transportpanzer, bewaffnet mit einem 12,7-mm-Maschinengewehr (Serienausführung)
- ZSL92B (WZ551B): Modernisierte Transportpanzerversion
- PTL02: bewaffnet mit einem 100-mm-Geschütz
- NGV-1: Schützenpanzer mit dem GIAT DRAGAR-Turm mit 25-mm-MK (nur Prototyp)
- WZ554: Flakpanzer mit Zwillingsmaschinenkanone im Kaliber 23 mm
- WZ551D: PL-9 Boden-Luft-Raketensystem (nur Prototyp)
- WZ901: Polizeifahrzeug
- WZ901F (Typ 86): Patrouillenfahrzeug
- XJZ92: Bergefahrzeug
- PLL-05: 120-mm-Panzermörser auf Basis des WZ551A[1]
- Kommandopanzer
- Sanitätspanzer
- Aufklärungspanzer
- Artillerieaufklärungs- und Beobachtungsfahrzeug
- Prototyp Yitian: mit Boden-Luft-Raketensystem (acht TY-90 Raketen)

## Nutzer
- Volksrepublik China
- Angola: Fünf WZ-551 im Jahr 2016 erhalten.[2]
- Argentinien: Vier WZ-551B1 von 2008 bis 2010 für argentinische UN-Missionen erhalten. Die Gesamtkosten beliefen sich auf 2,6 Millionen US-Dollar.[2]
- Burundi: 15 WZ-551 im Jahr 2012 erhalten.[2]
- Äthiopien: 20 WZ-551 von 2012 bis 2014 erhalten.[2]
- Kenia: 32	WZ-551 im Jahr 2007 erhalten.[2]
- Mosambik: 12 WZ-551 im Jahr 2014 erhalten.[2]
- Myanmar: 76 WZ-551/Typ 92	in den Jahren 2012/2013	erhalten.[2]
- Nepal: Fünf WZ-551 im Jahr 2005 erhalten.[2]
- Oman: 50 WZ-551B im Jahr 2003 erhalten.[2]
- Senegal: Vier WZ-551 in den Jahren 2016/2017 als Führungsfahrzeuge zugekauft.[2]
- Sri Lanka: Zehn WZ-551/Typ 90 im Jahr 1991, 120 WZ-551 in den Jahren 2002 bis 2007 und WZ-551/Typ 92 in den Jahren 2006/2007.
- Sudan: 50 WZ-551/Type-92 in den Jahren 2006 bis 2015 im Sudan unter der Bezeichnung Shateef-2 hergestellt.[2]
- Tansania: Zehn WZ-551 von 2011 bis 2012 zugekauft.[2]
- Sambia: Fünf WZ-551B im Jahr 2008 zugekauft.[2]